# Damastes oswaldi
Damastes oswaldi är en spindelart som beskrevs av Lenz 1891. Damastes oswaldi ingår i släktet Damastes och familjen jättekrabbspindlar.
Artens utbredningsområde är Madagaskar. Inga underarter finns listade i Catalogue of Life.